# Bécassine des Auckland
Coenocorypha aucklandica
Espèce
Statut de conservation UICN

 NT  : Quasi menacé
La Bécassine des Auckland (Coenocorypha aucklandica) est une espèce d'oiseaux limicoles de la famille des Scolopacidae.

## Distribution
Elle est présente dans les îles sub-antarctiques de Nouvelle-Zélande.

## Sous-espèces
D'après la classification de référence (version 14.1, 2024) de l'Union internationale des ornithologues, la Bécassine des Auckland possède 3 sous-espèces (ordre philogénique) :
- Coenocorypha aucklandica aucklandica (Gray, 1845) : îles Auckland ;
- Coenocorypha aucklandica meinertzhagenae  Rothschild, 1927 : îles Antipodes ;
- Coenocorypha aucklandica perseverance Miskelly & Baker, AJ, 2010 : îles Campbell.

## Publication originale
- Gray, 1845 : The Zoology of the voyage of H. M. S. Erebus and Terror during the years 1839—1843